# Seznam svatých bran milosrdenství v Česku
Toto je seznam svatých bran milosrdenství v Česku otevřených během Svatého roku milosrdenství, který vyhlásil papež František na období od 8. prosince 2015 do 20. listopadu 2016:
| diecéze                   | místo                 | kostel                                                   | otevřena        |
| ------------------------- | --------------------- | -------------------------------------------------------- | --------------- |
| pražská arcidiecéze       | Praha-Hradčany        | katedrála sv. Víta, Václava a Vojtěcha                   | od 12. 12. 2015 |
| pražská arcidiecéze       | Praha-Vinohrady       | kostel Nejsvětějšího Srdce Páně                          | od 27. 12. 2015 |
| pražská arcidiecéze       | Praha-Malá Strana     | kostel Panny Marie Vítězné a sv. Antonína Paduánského    | od 27. 12. 2015 |
| pražská arcidiecéze       | Stará Boleslav        | kostel Nanebevzetí Panny Marie                           | od 27. 12. 2015 |
| pražská arcidiecéze       | Hrádek                | kostel sv. Matouše                                       | od 27. 12. 2015 |
| pražská arcidiecéze       | Slaný                 | kostel Nejsvětější Trojice                               | od 27. 12. 2015 |
| pražská arcidiecéze       | Příbram               | bazilika Nanebevzetí Panny Marie                         | od 29. 5. 2016  |
| litoměřická diecéze       | Litoměřice            | katedrála sv. Štěpána                                    | od 13. 12. 2015 |
| litoměřická diecéze       | Liběšice              | kostel sv. Martina a Navštívení Panny Marie              | od 20. 12. 2015 |
| litoměřická diecéze       | Jablonné v Podještědí | bazilika sv. Vavřince a sv. Zdislavy                     | od 27. 12. 2015 |
| litoměřická diecéze       | Bozkov                | kostel Navštívení Panny Marie                            | od 17. 1. 2016  |
| královéhradecké diecéze   | Hradec Králové        | katedrála sv. Ducha                                      | od 13. 12. 2015 |
| královéhradecké diecéze   | Luže                  | kostel Panny Marie Pomocnice na Chlumku                  | od 1. 1. 2016   |
| královéhradecké diecéze   | Želiv                 | kostel Narození Panny Marie                              | od 1. 1. 2016   |
| královéhradecké diecéze   | Koclířov              | kostel sv. Alfonse                                       | od 2. 4. 2016   |
| královéhradecké diecéze   | Hora Matky Boží       | kostel Nanebevzetí Panny Marie                           | od 3. 4. 2016   |
| českobudějovická diecéze  | České Budějovice      | katedrála svatého Mikuláše                               | od 12. 12. 2015 |
| českobudějovická diecéze  | Tábor-Klokoty         | kostel Nanebevzetí Panny Marie                           | od 13. 12. 2015 |
| českobudějovická diecéze  | Dobrá Voda            | kostel Nanebevzetí Panny Marie                           | od 13. 12. 2015 |
| plzeňská diecéze          | Plzeň                 | katedrála sv. Bartoloměje                                | od 13. 12. 2015 |
| plzeňská diecéze          | Ostrov                | kostel svatého Michaela archanděla a Panny Marie Věrné   | od 13. 12. 2015 |
| plzeňská diecéze          | Mariánské Lázně       | kostel Nanebevzetí Panny Marie                           | od 1. 1. 2016   |
| plzeňská diecéze          | Klatovy               | kostel Narození Panny Marie                              | od 5. 3. 2016   |
| plzeňská diecéze          | Teplá                 | kostel Zvěstování Páně                                   | od 4. 4. 2016   |
| plzeňská diecéze          | Loket                 |                                                          | od 13. 11. 2016 |
| olomoucká arcidiecéze     | Olomouc               | katedrála sv. Václava                                    | od 13. 12. 2015 |
| olomoucká arcidiecéze     | Svatý Hostýn          | bazilika Nanebevzetí Panny Marie                         | od 31. 12. 2015 |
| olomoucká arcidiecéze     | Velehrad              | bazilika Nanebevzetí Panny Marie a sv. Cyrila a Metoděje | od 24. 1. 2016  |
| brněnská diecéze          | Brno                  | katedrála sv. Petra a Pavla                              | od 13. 12. 2015 |
| brněnská diecéze          | Žarošice              | kostel sv. Anny                                          | od 16. 12. 2015 |
| brněnská diecéze          | Kostelní Vydří        | kostel Panny Marie Karmelské                             | od 18. 12. 2015 |
| brněnská diecéze          | Znojmo                | kostel Nalezení svatého Kříže                            | od 19. 12. 2015 |
| brněnská diecéze          | Žďár nad Sázavou      | bazilika Nanebevzetí Panny Marie a sv. Mikuláše          | od 20. 12. 2015 |
| ostravsko-opavská diecéze | Ostrava               | katedrála Božského Spasitele                             | od 13. 12. 2015 |
| ostravsko-opavská diecéze | Opava                 | konkatedrála Nanebevzetí Panny Marie                     | od 13. 12. 2015 |
| ostravsko-opavská diecéze | Zlaté Hory            | kostel Panny Marie Pomocné                               | od 7. 5. 2016   |
| ostravsko-opavská diecéze | Frýdek-Místek         | bazilika Navštívení Panny Marie                          | od 7. 5. 2016   |
| ostravsko-opavská diecéze | Krnov-Cvilín          | kostel Panny Marie Sedmibolestné                         | od 22. 5. 2016  |

Projitím některé z nich lze při splnění stanovených podmínek získat odpustek.